# Nazzareno Pilozzi
Nazzareno Pilozzi (Roma, 24 dicembre 1969) è un politico italiano.

## Biografia
Nato a Roma, vive ad Acuto, in provincia di Frosinone.
Da giovane ha fatto parte della FGCI . Ha militato nei DS. In seguito ha aderito al partito di Nichi Vendola.

## Attività politica
È stato sindaco di Acuto dal 1999 al 2009 per due mandati consecutivi.
Alle elezioni politiche del 2006 è candidato alla Camera dei Deputati, nella circoscrizione Lazio 2, nelle liste de L'Ulivo (in quota DS), risultando tuttavia il secondo dei non eletti.
Il 25 febbraio 2013 è stato eletto deputato con Sinistra Ecologia Libertà.
Il 23 giugno 2014, insieme a Alessandro Zan e Fabio Lavagno, abbandona SEL per entrare nel gruppo misto nella componente Libertà e Diritti - Socialisti Europei (LED), seguendo la scissione operata dall'ex capogruppo alla Camera Gennaro Migliore per sostenere il governo di Matteo Renzi. Successivamente l'intera componente aderisce al Partito Democratico (PD).